# 주안국가산단역
주안국가산단(인천J밸리)역(Juan National Industrial Complex(Incheon J Valley)Station, 朱安國家産團(仁川J밸리)驛)은 인천광역시 서구 가좌동에 위치한 인천 도시철도 2호선의 전철역이다. 인천J밸리는 주안국가산업단지의 브랜드 명칭이다.

## 특징
주안국가산업단지 안쪽의 동구 송림동 쪽으로 가는 입구에 역이 있다. 주안역과 함께 인천 도시철도 2호선에서 곡선 승강장을 갖추고 있다.

## 역사
- 2015년 10월 5일: 주안국가산단(인천J밸리)역으로 역명 결정[1]
- 2016년 7월 30일: 인천 도시철도 2호선 개통과 함께 영업 개시[2]

## 역 구조
2면 2선의 곡선 상대식 승강장을 갖추고 있으며, 스크린도어가 설치되어 있다.

### 승강장
| 가재울 ↑ |
| \| 상    |
| ↓ 주안   |

| 상행 | ● 인천 도시철도 2호선 | 인천가좌·석남·서구청·아시아드경기장·검암·검단오류 방면 |
| 하행 | ● 인천 도시철도 2호선 | 주안·남동구청·인천대공원·운연 방면                     |

- 대합실을 통과해 반대편 승강장으로 이동 할 수 있다.

## 역 주변
| 나가는 곳 | 방면                                                                       |
| --------- | -------------------------------------------------------------------------- |
| 1         | 시립가좌테니스장 인천공단우체국 가좌119안전센터 근로자문화센터             |
| 2         | 한국폴리텍대학 남인천캠퍼스 인천공단우체국 시립가좌테니스장 동구구민운동장 |

## 인접한 역
| 인천 도시철도 2호선       | 인천 도시철도 2호선   | 인천 도시철도 2호선 |
| ------------------------- | --------------------- | ------------------- |
| I216 가재울 검단오류 방면 | ● 인천 도시철도 2호선 | I218 주안 운연 방면 |

## 사진

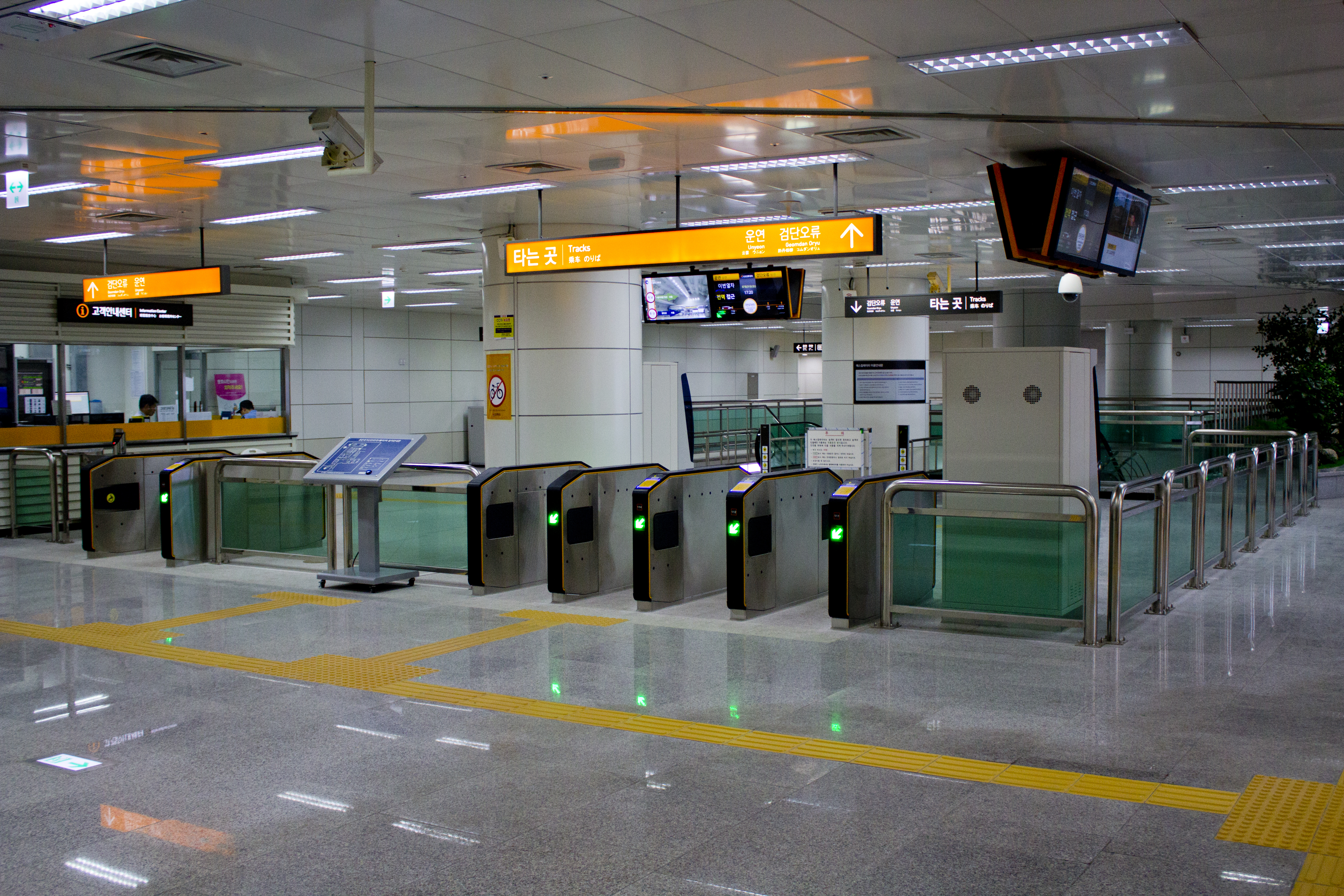
대합실
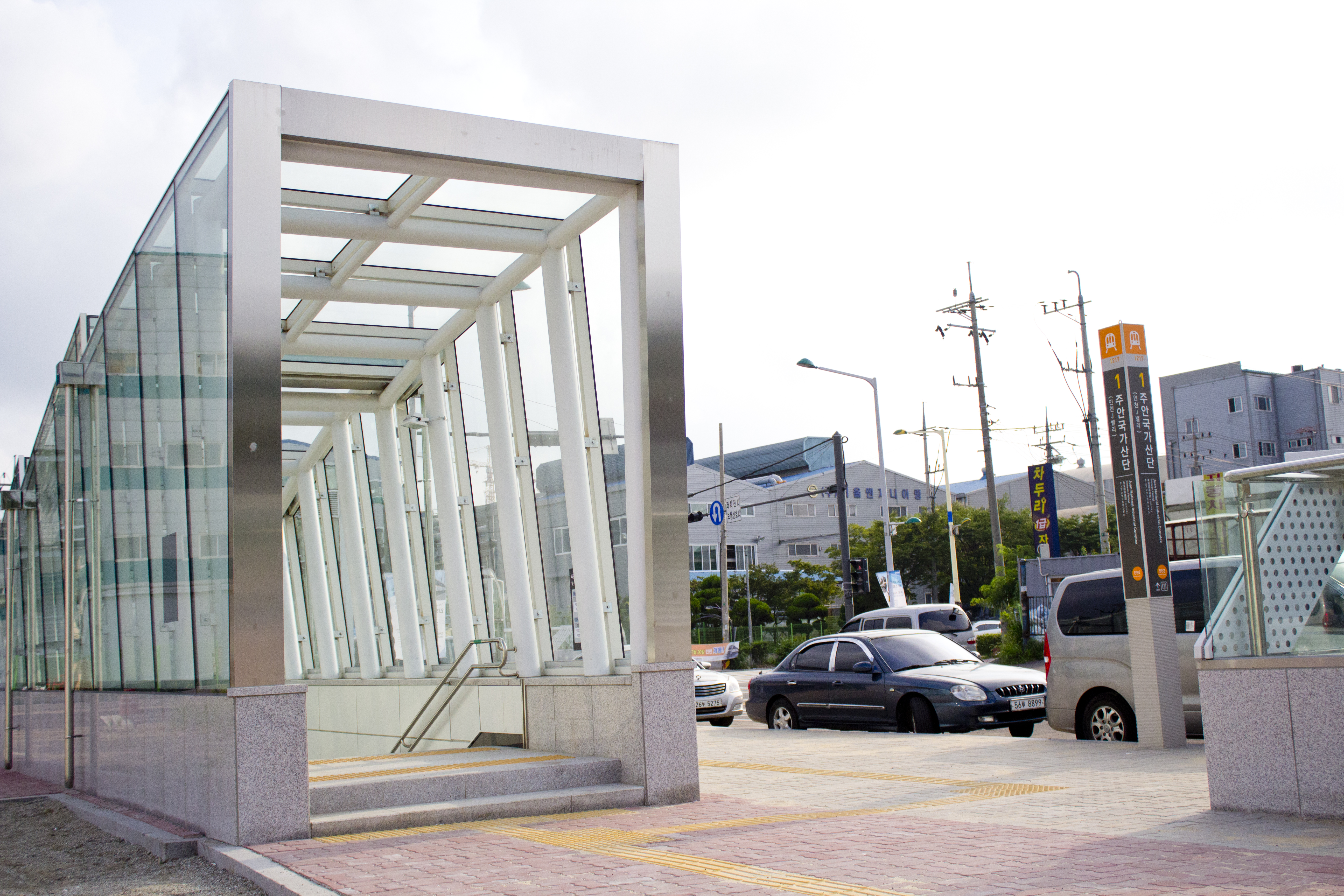
1번출구
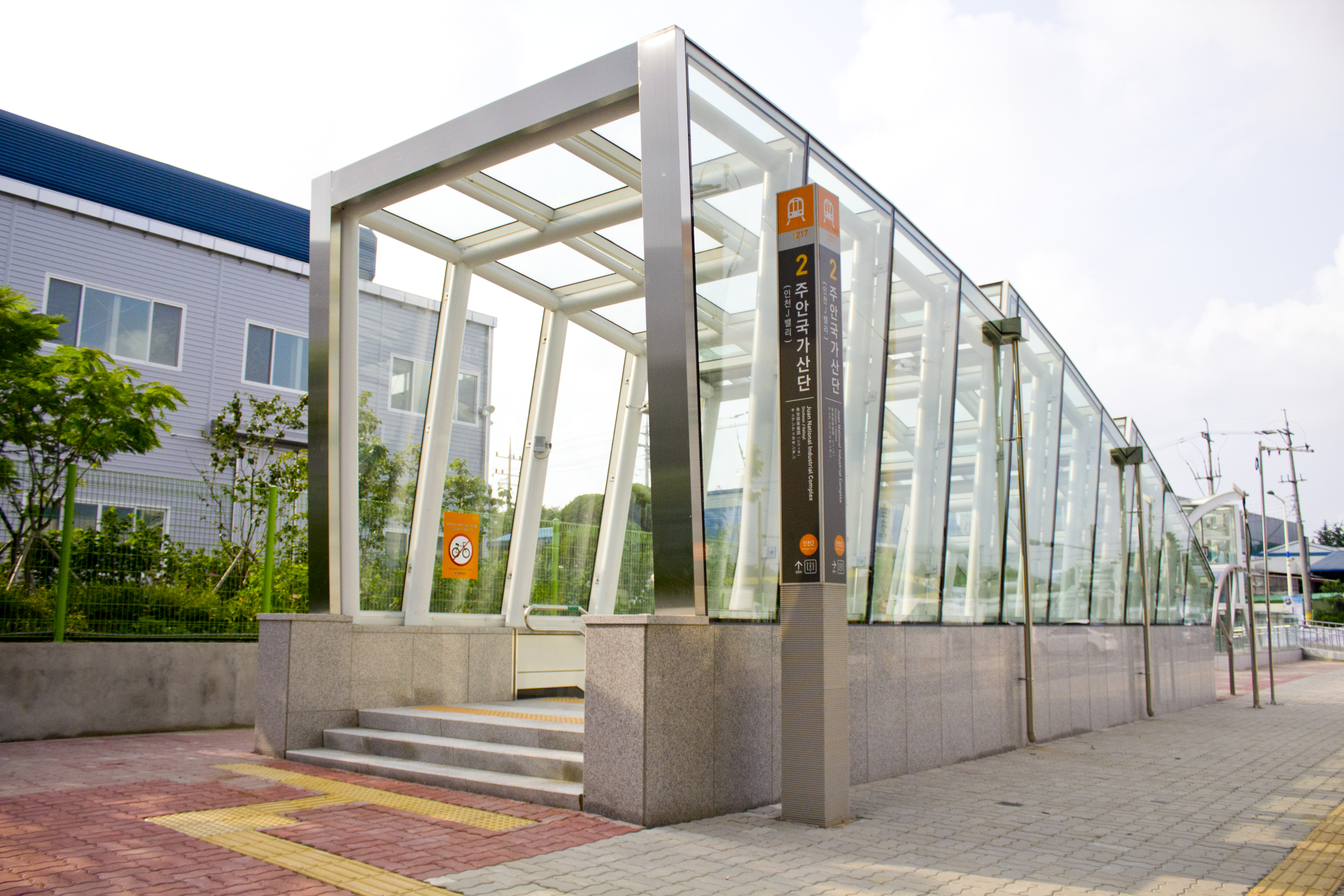
2번출구